# 99942 아포피스

2029년 4월 13일, 지구를 접근 통과하는 아포피스

흰색 선 영역이 아포피스가 통과하리라 예측되는 영역이다.

99942 아포피스(99942 Apophis, 임시명: 2004 MN4)는 근지구 소행성으로 아텐 소행성군에 속한다. 아포피스라는 이름은 이집트 신화의 태양신 라와 대결하는, 거대한 뱀 모양의 어둠의 신, 아펩의 그리스어 이름에서 왔다.
2004년 12월에 천문학자들은 2029년 아포피스가 지구와 충돌할 확률이 2.7%에 이른다고 발표하였고, 이 때문에 이 소행성은 많은 이들의 관심을 끌었다. 궤도 요소가 분명해 지면서 아포피스와 충돌할 가능성은 사실상 배제되었고, 토리노 충돌 위험도는 0으로 낮아졌다.
하지만 최근 2020년 과학자들의 연구에 따르면 충돌 위험지수가 높아지고 있다고 보고되었다.

## 관측
아포피스는 2029년 육안으로 관측이 가능할 정도로 가까운 거리를 지나갈 것으로 예상된다. 아포피스는 6~7년 주기로 지구에 접근한다. 2068년 아포피스는 지구와 충돌할 가능성이 높을 것으로 예상된다. 2010년대까지 아포피스와 부딪힐 가능성은 사실상 배제되었으나, 2016년, 아포피스의 예상 궤도가 수정되면서 지구와 충돌할 가능성이 높아졌다.

## 충돌 위험
아포피스는 2029년 4월 13일 약 31,600 킬로미터(5.7 지구 반경)까지 지구에 접근할 예정이다. 2008년에는 2036년 4월 13일에 지구와 충돌하거나, 근접하거나, 궤도가 수정되는 3가지 예상 경로를 발표했다. 그래서 소행성 충돌 방지 대책으로 우주선을 발사해 궤도를 수정하거나, 이온엔진을 소행성에 부착해 궤도를 수정하는 등의 방안을 내세우고 있다. 아포피스와 같은 규모의 천체가 지구에 접근하는 이벤트는 확률적으로 1,000년에 한 번 꼴이다.
아포피스가 지구와 충돌한다고 가정할 때 예상되는 피해 규모는 한반도 면적이 사라지는 정도가 될 것이다.

### 산출한 충돌 예상 연도[1][2]
- 2029년
- 2036년(4월 13일, 25만분의 1의 확률로 충돌 가능성 있음)
- 2068년(4월 12일, 아주 작은 확률로 지구와 충돌 가능성 있음)

### 예상 피해 수준
약 400m의 크기로, 인류가 가진 가장 큰 항공모함(제럴드 R. 포드급 항공모함)보다 크다. 엠파이어 스테이트 빌딩과 버금가는 지름이다.
| 소행성 지름 | 10m       | 30m       | 100m           | 300m                   | 1km                   | 10km                      |
| ----------- | --------- | --------- | -------------- | ---------------------- | --------------------- | ------------------------- |
| TNT 폭발력  | 0.1Mt     | 2메가톤   | 80메가톤       | 200메가톤              | 8만메가톤             | 8천만메가톤               |
| 피해 수준   | 창문 파괴 | 나무 파괴 | 1km충돌구 형성 | 5km 충돌구 쓰나미 발생 | 유럽 대륙 전체 초토화 | 지구를 지배하던 종의 멸종 |

## 같이 보기
- 우주 쓰레기
- 소행성